# 나딘 러스트레
나딘 루스트레(Nadine Lustre, 1993년 10월 31일 ~ )는 필리핀의 가수이자 배우이다.